# Topp (Einheit)
Topp, selten Topf oder Top war im niederdeutschen eine Bezeichnung für die Menge von 40 Stück Risten, Reisten oder Kauten (K. = handvoll) Flachs. Das Maß spielte eine Rolle beim manuellen Brechen. Nach anderer Quelle sind es 44 Stück Rispen beim maschinellen Brechen.